# Rilipertus gondattii
Rilipertus gondattii är en stekelart som beskrevs av Sergey A. Belokobylskij 2000. Rilipertus gondattii ingår i släktet Rilipertus och familjen bracksteklar. Inga underarter finns listade i Catalogue of Life.